# تشارلي فينك
تشارلي فينك (بالإنجليزية: Charlie Fink)‏ هو موسيقي بريطاني، ولد في 16 مايو 1986 في تويكنهام في المملكة المتحدة.

## وصلات خارجية
- الموقع الرسمي
- تشارلي فينك على موقع IMDb (الإنجليزية)